# Banjarnegara (regentschap)
Banjarnegara is een regentschap (kabupaten) in de Indonesische provincie Midden-Java op Java. Banjarnegara telde in 2020 1.017.767 inwoners en is 1096,73 km² groot, wat neerkomt op een bevolkingsdichtheid van 951 inw./km². De hoofdstad is Banjarnegara.

## Onderdistricten
Banjarnegara behelst 20 onderdistricten (kecamatan):
- Banjarmangu
- Banjarnegara
- Batur
- Bawang
- Kalibening
- Karangkobar
- Madukara
- Mandiraja
- Pagedongan
- Pagentan
- Pandanarum
- Pejawaran
- Punggelan
- Purwanegara
- Purworejo Klampok
- Rakit
- Sigaluh
- Susukan
- Wanadadi
- Wanayasa

Stadsgemeenten: Magelang · Surakarta · Salatiga · Semarang · Pekalongan · Tegal

Regentschappen: Banjarnegara · Banyumas · Batang · Blora · Boyolali · Brebes · Cilacap · Demak · Grobogan · Japara · Karanganyar · Kebumen · Kendal · Klaten · Kudus · Magelang · Pati · Pekalongan · Pemalang · Purbalingga · Purworejo · Rembang · Semarang · Sragen · Sukoharjo · Tegal · Temanggung · Wonogiri · Wonosobo